# あなた、その川を渡らないで
『あなた、その川を渡らないで』（あなた、そのかわをわたらないで、原題：님아, 그 강을 건너지마오）は、2014年公開の韓国映画。韓国の田舎で仲睦まじく暮らす二人の老夫婦に密着したドキュメンタリー映画。興行動員数は480万人を突破し、ドキュメンタリー映画としては韓国で過去最高の動員数を記録した。老夫婦は市場でお揃いの韓服を来て手を繋いで歩いているところを新聞記者に取材され、その様子がネットで話題になるとKBSやSBSのドキュメンタリー番組でも取り上げられるようになった。その番組を見たドキュメンタリー作家のチン・モヨンが二人の日常を映画として記録することとなった。監督にとってこの作品が初監督作品となった。

## キャスト
- チョ・ビョンマン
- カン・ゲヨル

## 受賞
- 第22回ロサンゼルス映画祭：最優秀ドキュメンタリー作品賞
- 第37回モスクワ国際映画祭：観客賞